# (118) Peito
(118) Peito es un asteroide perteneciente al cinturón de asteroides descubierto el 15 de marzo de 1872 por Karl Theodor Robert Luther desde el observatorio de Düsseldorf-Bilk, Alemania.
Está nombrado por Peito, un personaje de la mitología griega.

## Características orbitales
Peito orbita a una distancia media de 2,438 ua del Sol, pudiendo acercarse hasta 2,04 ua. Su inclinación orbital es 7,742° y la excentricidad 0,1632. Emplea en completar una órbita alrededor del Sol 1390 días.